# Tera jezik
Tera jezik (ISO 639-3: ttr), čadski jezik skupine biu-mandara, kojim govori oko 101 000 ljudi (2000) u nigerijskim državama Gombe i Borno. ima nekoliko dijalekata, nyimatli (nyemathi, yamaltu, nimalto, nyimatali), pidlimdi (hina, hinna, ghuna, ghena) i bura kokura.
Pripadnici etničke grupe govore i hausa jezik [hau]. Pismo: latinica. S jezikom jara [jaf] pripada istoj podskupini.

## Glasovi
48: p pJ t k kW b d g gW b< bJ< d< dj< g< mb nd Ng NgW C, z, f x xW v vJ gF gFW s z hlF lF m n nj N l j w i i_ u "e "o a r cC djjF ndjjF

## Vanjske poveznice
- Ethnologue (14th)
- Ethnologue (15th)